# I blaafjellet
I blaafjellet, eventyr suite i 6 claverstykker (Nederlands: In de blauwe bergen, een sprookjessuite in zes pianostukken) is een suite gecomponeerd door Agathe Backer-Grøndahl. Het is een verzameling van composities voor piano solo. De suite werd op 18 december 1897 uitgegeven door Warmuth Musikforlag  (nrs. 2239-2244). Die uitgave kon de goedkeuring wegdragen van medecomponist Otto Winter-Hjelm. De componiste speelde de suite op 30 juni 1898 en wil in de concertzaal van Nygårdsparken in Bergen. Daarna ging het werk mee op een tournee door Zweden. De suite is opgedragen aan Harriet Backer, zuster van de componist.
De zes delen:
1. Nat in Largo lugubre  in 4/4-maatsoort
2. I trollhallen in allegretto in 6/8-maatsoort
3. Stortrollet in allegretto energico in 6/8-maatsoort
4. Huldrelok in andante in 3/4-maatsoort
5. Den bjergtagnes kvad in molto largo in 4/4-maatsoort
6. Trolldans in maatslag=60 in 3/4-maatsoort